# Conway, the Kerry Dancer
Pour plus de détails, voir Fiche technique et Distribution.
Conway, the Kerry Dancer est un documentaire américain sur les danses traditionnelles, sorti en 1912, et réalisé par Sidney Olcott en Irlande.

## Anecdotes
Le film a été tourné en Irlande durant l'été 1912.

## Fiche technique
- Réalisation : Sidney Olcott
- Directeur de la photographie : George K. Hollister
- Longueur : 125 pieds